# 寿町 (岡崎市)
寿町（ことぶきちょう）は愛知県岡崎市岩津地区の町名。丁番を持たない単独町名である。

## 地理
岡崎市の北西部に位置する。

### 番地
| - 1 - 2 - 3 - 4 | - 5 - 6 - 7 - 8 | - 9 - 11 - 12 - 13 |

## 世帯数と人口
2019年（令和元年）5月1日現在の世帯数と人口は以下の通りである。
| 町丁 | 世帯数  | 人口  |
| ---- | ------- | ----- |
| 寿町 | 282世帯 | 688人 |

### 人口の変遷
国勢調査による人口の推移
| 1995年（平成7年）  | 689人 | [ 6 ]  |  |
| 2000年（平成12年） | 633人 | [ 7 ]  |  |
| 2005年（平成17年） | 618人 | [ 8 ]  |  |
| 2010年（平成22年） | 595人 | [ 9 ]  |  |
| 2015年（平成27年） | 692人 | [ 10 ] |  |

## 小・中学校の学区
市立小・中学校に通う場合、学区は以下の通りとなる。
| 番・番地等 | 小学校               | 中学校           |
| ---------- | -------------------- | ---------------- |
| 全域       | 岡崎市立大樹寺小学校 | 岡崎市立北中学校 |

## 歴史
額田郡鴨田村の一部を前身とする。

### 沿革
- 1978年（昭和53年）3月21日 - 岡崎都市計画中部土地区画整理事業により、百々町、鴨田町の一部が独立し、寿町となった[1]。

## 交通
道路
- 愛知県道39号岡崎足助線（青木橋通り）

## 施設
- セブンイレブン岡崎寿店
- 東進衛星予備校岡崎北部校
- 佐鳴予備校鴨田校

## その他

### 日本郵便
- 郵便番号 : 444-2116[4]（集配局：岩津郵便局[12]）。

## 参考資料
- 「角川日本地名大辞典」編纂委員会 編『角川日本地名大辞典 23 愛知県』角川書店、1989年3月8日。ISBN 4-04-001230-5。
- 有限会社平凡社地方資料センター 編『日本歴史地名体系第23巻 愛知県の地名』平凡社、1981年。ISBN 4-582-49023-9。